# 色気

アメリカの女優マリリン・モンローは有名なセックスシンボルの1人

色気（いろけ）とは、人々を惹きつける性的な魅力があることを指す日本語の俗語である。一般には性的魅力（英語：Sexual Attraction、セクシュアル・アトラクション）という。性的魅力があることをセクシー（Sexy）やセックス・アピール（Sex Appeal）などと呼んだりもし、いずれも現代の日本ではカタカナ言葉として通用する。

## 概要
性的な魅力は、愛情を伴う場合と伴わない場合があり、明白に性欲を伴う場合もある。また、自身の性的指向を判断するのに役立つこともある。
性的な魅力が何であるかは人間によって様々であり、具体的な物事（容姿やファッションなど）から抽象的な物事（仕草や言葉遣いなど）まで多種多様である。一般的には、「女性的魅力」や「男性的魅力」などといった性的な要素が好意的に受け止められる場合や、それによって恋愛感情や性欲に関連した行為を喚起させるような雰囲気や様子を指して「色気」と表現することが多い。
なお、性的な魅力とは生物学的な要素だけではなく、文化や風習による要素まで広義に内包しており、厳密に定義するのは困難である。例えば、歌舞伎における女形は男性でありながら女性を表現する役者であり、容姿やファッションといった外見のみならず、仕草・立ち振る舞い・言葉遣い・考え方といった抽象的な表現まで、「女性の色気」を広く解釈して初めて演じることができるとされる。また、同性からも魅力を感じるような場合や、相手の性格そのものに惹き付けられる要素があるような場合は、性別や年齢に関係なく使用されることがある。

## 「色気」という用語について
色気の「色」とは、主に色彩（英語：Color）を指す言葉であるが、一方で性的な魅力を意味する俗語や慣用句として様々に使用されている。古くは容姿や髪の色艶が良いことなども意味し、転じて異性を指したり性的な意味合いを含む言葉として使用されるようになった。
現代における俗語としての「色」は一般的に恋愛や性欲に関連する言葉の接頭語として使用されることが多く、「色気」は性的な魅力を指して使用することが多い。
愛嬌（あいきょう）や趣（おもむき）、風情（ふぜい）などといった、好ましい印象や調和している様子を指すことがある。例えば「場に色気（色）を添える」などの用法は、男性しかいない席に女性が加わることで場が明るく華やぐことを意味している。このような場合は前後の文脈から推測するしかないが、かなり曖昧で感覚的な用法であると思ってよい。

### 類義語
- お色気（おいろけ）　＝　接頭語の「お」を付け、「色気」よりもソフトな意味合いで使用される。
- 色香（いろか）　＝　色が香る、色気が漂うような雰囲気や様子を指す。
- 色事（いろごと）　＝　恋愛や性行為に関連する物事の全般を指す。
- 色恋沙汰（いろこいざた）　＝　恋愛全般を指すが、主に恋愛が原因となる悩みやトラブルを指す。
- 色っぽい（いろっぽい）　＝　色気があることを指す。慣用句として「艶っぽい」とも書き、同じく「いろっぽい」と読む。
- 悩殺（のうさつ）　＝　具体的な性行為がなくとも、色気などによって相手を虜にしてしまうことを指す。
- 艶めかしい（なまめかしい）＝　容姿や仕草に色気があり、情事にかかわるさま。[6]
- 妖美（ようび）＝　男性の心を乱す美しさを持つ女性。[7]

### 使用例
- 性的な魅力があることを「色気がある」、性的な魅力がないことを「色気がない」などといった用法で使う。恋愛において「男としての色気がない」や、不倫において「人妻独特の色気がある」など。
- 思春期や結婚適齢期を迎えて、異性や恋人などの人目を気にしだすような行為を「色気付く（いろけづく）」という。例えば「あの子も色気付く年頃だ」などと使う。
- 性別や年齢に関係なく異性に人気があるような場合、「結構なお歳（高齢）なのに色気がある」などと使う。
- 粋な役者や人気のあるタレントなどに、「演技に色気がある」などと使う。
- 色気を前面に出したテレビ番組で「お色気番組」や、スポーツ新聞などで風俗店を扱ったような記事で「お色気記事」などと使う。
- 「色気より食い気」という用法は、性欲より食欲を重視する際に使うことわざである。合コンなどで恋愛よりも食事を重視するような際に言葉通り使うこともあれば、実利優先の比喩（転義法）として結婚よりも仕事を選ぶような際に揶揄して使う場合もある。
- 「色気を出す」という用法は、性的な魅力を相手に見せるような場合だけではなく、広範囲の分野に興味を持ったり手を出そうとすることを意味する場合にも使われる。その場合は「あのタレントは芸能界だけでは飽き足らず、政界にまで色気を出している（進出しようとしている）」などと使う。